# Mieke Vogels
Pour les articles homonymes, voir Vogels.
Maria Bertha Charlotte (Mieke) Vogels, née le 20 avril 1954 à Anvers est une femme politique belge, membre du parti écologiste Groen!.

## Carrière politique
- 1985 - 1995 : députée
- 1995 - 1999 : conseillère communale à Anvers
- 1995 - 1999 : échevine à Anvers
- 1999 : Sénatrice
- 1999 - 2002 : Ministre flamande du bien-être, de la Santé et de l'Égalité des chances
- 2002 - 2003 : Ministre flamande du bien-être, de la Santé, de l'Égalité des chances et de la coopération au développement
- 2004 - 2006 : conseillère au CPAS à Anvers
- de 2004 à 2014 députée flamande
  - depuis 2010-2014 : sénatrice de communauté
- depuis 2007 membre du conseil de district de Deurne
- 2007 - 2009 : présidente de Groen!

Elle démissionna comme ministre après la lourde défaite électorale de Agalev aux élections fédérales de mai 2003. Adelheid Byttebier lui succéda.
En octobre 2006, elle fut élue aussi bien pour le conseil communal anversois que pour le conseil de district de Deurne, mais contrainte de choisir, préféra siéger à Deurne.
En novembre 2007, elle fut élue comme successeur de Vera Dua à la tête de Groen!
Elle a décidé de se retirer de la présidence de Groen! au 3 octobre 2009.

## Distinctions
- Commandeur de l'ordre de Léopold (2004)

## Publications
- (nl) Mieke Vogels, De rekening van de verzuiling, Lannoo (ISBN 9789401416788)